# Quedius abdominalis
Quedius abdominalis (лат.) — вид коротконадкрылых жуков рода Quedius из подсемейства Staphylininae (Staphylinidae). Палеарктика, Кавказ (Россия). Известен только из норы прометеевой полёвки (Prometheomys schaposchnikovi), эндемичного грызуна Кавказа.

## Описание
Мелкие жуки с укороченными надкрыльями и удлиненным телом (10,0—12,5 мм). От близких видов отличается строением гениталий. Эдеагус: парамер апикально прямоугольной формы, слегка сужен к усечённой вершине, нижняя сторона с сенсорными волосками, расположенными в одну нерегулярную группу, расположенную более медиально и постериадно; срединная лопасть более узкая с постепенно суженной и удлинённой апикальной частью, отчётливо выступающей над вершиной парамера. Формула лапок 5-5-5. Голова округлая, более узкая, чем переднеспинка. Передняя часть тела (голова и пронотум) блестящая. Включён в состав подрода Microsaurus (по признаку выемчатого переднего края лабрума, пронотум с краевыми волосками, расположенными около пронотального края). Этот вид известен только из норы прометеевой полёвки (Prometheomys schaposchnikovi), эндемичного грызуна Кавказа, из регионов Западного и юга Центрального Кавказа. Он был найден во всех отделениях норы и в почве вокруг норы, на больших высотах до 2400 м. В России он известен только с горы Бамбак и горного хребта Аибга в Северо-Кавказском регионе. Его родственный вид, Q. mirus, в настоящее время известен из норы P. schaposchnikovi в Грузии и может быть отличим по строению эдеагуса.